# Vormsi
Vormsi (szw. Ormsö – wyspa węży) – wyspa na Morzu Bałtyckim należąca do Estonii o powierzchni 93 km². Położona jest 12 km na północny zachód od portu w Rohuküla. Od stałego lądu oddziela ją szeroka na 3 km cieśnina Voosi, a od Hiiumy cieśnina Hari o szerokości 11 km. Populacja wyspy w 2011 roku wynosiła 415 mieszkańców.
Jest to czwarta co do wielkości wyspa Estonii. W znacznej części pokryta jest lasami i zaroślami, ale również łąkami i pastwiskami. Wiele nazw miejscowości na Vormsi ma szwedzkie brzmienie (Sviby, Saxby, Norrby, Kärrslätt, Föderby). Jest to ślad po Szwedach licznie zamieszkujących tę wyspę do 1944 roku. W 1934 Vormsi liczyła ponad 2500 mieszkańców z czego 95% stanowili Szwedzi. Większość z nich opuściła wyspę podczas II wojny światowej.
Główną atrakcją turystyczną wyspy jest kościół z XIV wieku oraz latarnia morska w Saxby (zachodnia część wyspy) z 1864 roku. W miejscowości Hullo znajduje się kościół z 1632 roku oraz cmentarz z krzyżami słonecznymi. Z wyspą utrzymywane są codzienne połączenia promowe Sviby – Rohuküla.
Na wyspie znajdują się trzy latarnie morskie:
- Vormsi (Saxby)
- Norrby (niższa)
- Norrby (wyższa)